# WAT Brigittenau
Die Wiener Arbeiter Turnverein Brigittenau (WAT Brigittenau oder WAT20) ist ein Sportverein im 20. Wiener Gemeindebezirk Brigittenau. Der Verein wurde 1919 gegründet und bietet zahlreiche Sportarten im Bereich Breiten- und Leistungssport an.
Der WAT Brigittenau gehört zu den Dachverbänden WAT Wien und ASKÖ.

## Erfolge
- Das Trampolinspringen zählt zu den erfolgreichen Sparten des Vereins. Regelmäßig stellt der WAT Brigittenau Österreichische Meister und Wiener Landesmeister in den unterschiedlichsten Alters- und Schülerklassen.[1]
- Die Inline-Hockey-Mannschaften Vienna 95ers der Inline-Hockey-Sparte des Vereins erzielten in der Österreichischen Bundesliga, Nationalliga und Landesliga zahlreiche Titel[3].
- Mannschaften im Handball, Basketball und Volleyball sind in der Landesliga vertreten[4].

## Sportarten
Mit Stand 2014 umfasst das Spektrum des Vereins rund 75 Sportangebote.

## Auszeichnungen
- Fit für Österreich: Zahlreiche Kurse/Trainer sind seit 2007 "Fit für Österreich" zertifiziert[8][9]
- BSO Cristall 2013: Top-Funktionär: Brunner Werner[10][11]
- Sportstars 2011: "Wiener Verein mit gelebter Integration" mit dem Projekt "Kilo-Purzel-Kids"[12]
- Sportstars 2014: "Verein mit herausragendem gesellschaftlichem Engagement"[13][14][15]